# Tasgaon
Tasgaon is een nagar panchayat (plaats) in het district Sangli van de Indiase staat Maharashtra. 

## Demografie
Volgens de Indiase volkstelling van 2001 wonen er 33.435 mensen in Tasgaon, waarvan 52% mannelijk en 48% vrouwelijk is. De plaats heeft een alfabetiseringsgraad van 74%. 